# Kamp 52
Kamp 52 este un oraș din districtul Sipaliwini, Surinam. Pe aici trece linia de cale ferată din munții Bakhuis spre Apoera, folosită pentru transportul bauxitei.